# John Ball (duchowny)
John Ball (ur. ok. 1338 w St Albans, zm. 15 lipca 1381 tamże) – angielski kaznodzieja ludowy, lollard, ideolog powstania chłopskiego Wata Tylera w 1381, zwany szalonym księdzem z Kentu.

## Życiorys
Wyświęcony na kapłana w Colchesterze, domagał się zniesienia dziesięciny i zeświecczenia majątków kościelnych. Głosił idee równouprawnienia (równość wszystkich stanów) i sprawiedliwości społecznej. Wzywał do usunięcia świeckich i duchownych feudałów, w tym: lordów, prałatów i zakonników. Był autorem powiedzenia Gdy Ewa przędła, a Adam kopał, kto wtedy był szlachcicem?. Po konflikcie z arcybiskupem Canterbury, trzykrotnie skazany na więzienie. W 1366 został ekskomunikowany i aresztowany. W 1381 został uwolniony z arcybiskupiego więzienia w Maidstone przez powstańców Wata Tylera. Po upadku rebelii i zabiciu Tylera próbował na nowo organizować walkę, jednak został pojmany. Władze kościelne skazały go na śmierć przez powieszenie i poćwiartowanie. Wyrok został wykonany 15 lipca 1381.